# Franz Xaver Zimmermann

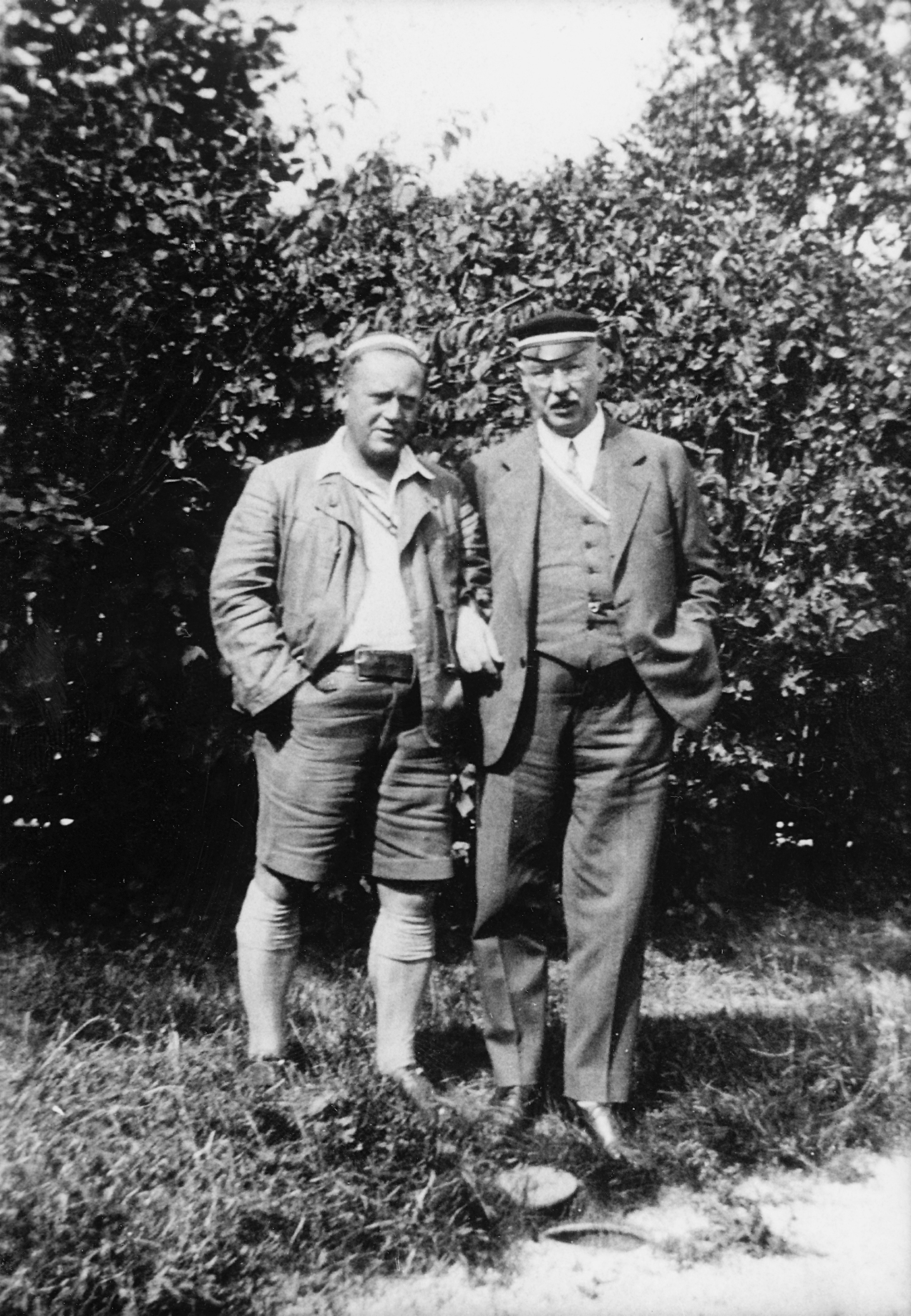
Zimmermann (rechts) mit seinem Freund Karl Hans Strobl

Franz Xaver Zimmermann (* 4. Juni 1876 in Hopfgarten in Tirol; † 20. März 1959 in Klagenfurt) war ein österreichischer Lehrer, Schriftsteller und Kanzler der Gesandtschaft von Österreich am Vatikan.

## Leben
Zimmermann schloss das Gymnasium in Olmütz mit der Matura ab und studierte dann ab Wintersemester 1895/1896 Philologie in Prag. Während des Studiums war er im Corps Austria aktiv.
Die akademische Ausbildung schloss er mit der Promotion zum Dr. phil. ab. Danach wurde er Lehrer an einem Gymnasium in Klagenfurt. Die Tätigkeit war unterbrochen für einen Aufenthalt in Rom als Kanzler der österreichischen Gesandtschaft am Vatikan.
Als Mitarbeiter des Instituts für Kärntner Landesforschung im besetzten Görz wurden von ihm im November 1944 Archivalien des Archivio Morelliano Richtung Großdeutschland abtransportiert.

## Werke
- Römische Briefe der Fürstin Karoline San-Wittenstein an Karl Graf Coronini-Cronberg, Wien und Leipzig 1916
- Görz – Geschichte u. Geschichten aus d. Stadt, d. Grafschaft u. ihrem friaulischen Vorland (= Görzer Studien, Bd. 1), Klagenfurt 1918
- Die Kirchen Roms, München: Piper 1935
- Römische Gegenwart – Elegien, Visionen, Veduten, Wien: Walter 1944
- Der Grabstein der ostgotischen Königstochter Amalafrida Theodenanda in Genazzano bei Rom, in: Beiträge zur älteren europäischen Kulturgeschichte (= Festschrift für Rudolf Egger), Klagenfurt: Verlag des Geschichtsvereins für Kärnten, 1953, S. 330–354
- Gorizia di ieri, 2008, ISBN 978-88-6102-047-4